# Plaza del Mercado (Cardona)
La plaza del Mercado es una plaza de Cardona que forma parte del Inventario del Patrimonio Arquitectónico de Cataluña.

## Descripción
La calle y la plaza del mercado tienen sus orígenes en la época medieval y son un testimonio de la estructura urbanística propia de esa época. Aunque no se conserven demasiados vestigios arquitectónicos de esa época, la estructura urbanística medieval se conserva a lo largo de la historia de Cardona.
La plaza del Mercado, frente a la puerta lateral de la iglesia de San Miguel, es muy característica por sus porches. Esta galería, cubierta a modo de soportales para el cobijo de las actividades comerciales, se convierte en el transcurso de la Baja Edad Media en el centro por excelencia de la villa y punto de concentración de las casas de los aldeanos más acomodadas, siendo relevada como centro vital de la villa en siglos siguientes por el ensanchamiento de la plaza de la Feria.
En ella se encuentra la Casa Sala.

## Noticias históricas
La plaza y la calle del Mercado fueron unas de las primeras calles delimitadas de la villa de Cardona, al constituirse como burgo del Castillo de Cardona. Aunque en época medieval no se conocía el nombre de esta calle, no hemos de dudar de su existencia, pues su lugar, frente a la puerta lateral de la iglesia de San Miguel, lo confirma.
En el siglo XVII, los documentos ya hablan de la calle del Mercado, pues desde los siglos XII-XIII la villa contaba ya con un mercado.